# Atopsyche copayapu
Atopsyche copayapu är en nattsländeart som beskrevs av Schmid 1989. Atopsyche copayapu ingår i släktet Atopsyche och familjen Hydrobiosidae. Inga underarter finns listade i Catalogue of Life.